# Parc régional des Sept-Chutes
Le parc régional des Sept-Chutes est un parc régional situé dans la municipalité de Saint-Zénon, dans la Matawinie, dans la région administrative de Lanaudière, en Québec, en Canada.

## Géographie
Le territoire de ce parc régional est situé des deux côtés de la rivière Noire, dans la partie où se trouvent les Sept Chutes.

## Activités
Ce parc est ouvert toute l'année. La réception dispose d'un service d'information touristique. Le parc offre divers services, dont des panneaux d'interprétation de la nature, des tables de pique-nique et la vente de collations et d'accessoires d'extérieur (crampons, etc.).
Le parc compte six sentiers balisés:
- Sentier du Voile de la mariée: 2,0 km pour les débutants et intermédiaires;
- Sentier Michel Sokolyk: 3,8 km pour les intermédiaires;
- Sentier du Mont Barrière: 6,7 km pour les intermédiaires;
- Sentier Lc Rémi: 4,9 km pour débutants et intermédiaires;
- Sentier du Mont Brossard: 6,7 km pour les intermédiaires;
- Sentier du Mont Brossard (avec raccourci): 5,2 km pour les intermédiaires.

Remarque: Remarque: La longueur indiquée se révèle être la distance totale aller-retour, soit de la gare d'accueil (lieu de départ) au lieu d'arrivée (gare d'accueil). En hiver, la raquette est une pratique courante.
Les sentiers de ce parc sont caractérisés par une nature encore sauvage. Chaque sentier est balisé et comprend plusieurs panneaux d'interprétation de la nature pour informer les visiteurs sur la richesse de la flore et de la faune du parc et sur les particularités de ses panoramas.
Le chemin le long de la tumultueuse rivière Noire passe près de la cascade du Voile de la Mariée haute de 60 mètres. Ce même chemin mène au petit lac Guy. De là, les visiteurs peuvent emprunter les sentiers respectifs du Mont Brassard et de la Barrière.
Le sentier du Mont Brassard (sommet: 655 m) offre de magnifiques panoramas sur les hautes collines de Saint-Zénon, la vallée de la rivière Noire et du lac Rémi. Ce sentier conduit le randonneur au sommet d'un piton rocheux dominant la route 131 et les falaises du lac Rémi. À ce stade, le randonneur est à 365 mètres au-dessus de l'élévation de la route et à 590 mètres au-dessus du niveau de la mer! Sur le parcours, le randonneur rencontre une pinède avec des pins rouges et une forêt d'épinettes noires.
Le sentier du Mont Barrière (sommet: 616 m) consiste à parcourir différents écosystèmes, dont une érablière. Une fois au sommet, le randonneur a un superbe panorama sur la vallée de la Rivière Noire. À la fin du parcours de ce sentier, le randonneur doit contourner le lac Rémi et passer au pied d'une falaise de 150 mètres.

## Hébergement
Le parc propose cinq campings rustiques à proximité des lacs Guy et Rémi. De nouveaux abris sont en construction.

## Toponyme
Ce toponyme est lié à la série de sept chutes sur le cours de la rivière Noire. Ces chutes sont réparties sur une distance de 17,7 km du cours de la rivière; cependant, seule l'automne dernier se retrouve sur le territoire du parc régional des Sept-Chutes. Cette septième chute populairement appelée la Voile de la Marié.